# Jakov Baltić
Jakov Baltić (Gluha Bukovica, 30. ožujka 1813. – Ovčarevo, 5. siječnja 1887.) bio je hrvatski katolički svećenik iz reda franjevaca i ljetopisac.

## Životopis
Rođen je u obitelji Ante i Mande (rođ. Stipić). Kršten je imenom Juro. Osnovnu školu završio je u Gučoj Gori. Godine 1832. ulazi u Franjevački red te uzima ime Jakoy. Filozofiju i bogosloviju studirao je u Feldváru, Pečuhu i Vesprimu od 1834. do 1840. godine.
S franjevcima Ivanom Franjom Jukićem, Blažom Josićem i Tomom Kovačevićem vraća se u Bosnu kako bi podigli ustanak protiv Turaka. Uprava reda ga je zbog toga s Jukićem privremeno poslala u Dubrovnik.
Za svećenika je zaređen 1840. godine u Kotoru. Od 1840. do 1847. službovao je kao kapelan i učitelj u Ovčarevu. Zatim je djelovao kao  dušobrižnik Hrvata u carigradskoj bolnici i predstavnik franjevaca kod osmanske Porte od 1847. do 1849. godine. Od 1852. do 1957. župnikovao je u Brestovskom, Kotor Varošu, Jardolu, Docu i Ovčarevu. Samostanski poglavar bio je u Fojnici (1852. – 1857.) i Gučoj Gori (1857. – 1864.).
Od 1857. bio je definitor, a od 1872. kustos u upravi provincije Bosne Srebrene.

## Djela
- „Turska slovnica”
- „Život biskupa Marijana Šunjića”

Oba rukopisa su uništena 1945. godine kada je izgorio samostan u Gučoj Gori.

### Članci
- Kovačić, Anton Slavko. 1983. Baltić, Jakov. Hrvatski biografski leksikon. Zagreb.  journal zahtijeva |journal= (pomoć)